# Diocèse de Georgetown
Le diocèse de Georgetown est une circonscription ecclésiastique de l'Église catholique au Guyana. L’ancienne mission devenue vicariat apostolique en 1837 et confiée aux Jésuites, est érigée en diocèse le 29 février 1956. La cathédrale de l'Immaculée-Conception de Georgetown est le siège du diocèse. Il est suffragant de l’archidiocèse de Port-d'Espagne. Depuis 2003 le diocèse est gouverné par Mgr Francis Alleyne, bénédictin. 

## Description
Le diocèse de Georgetown couvre tout le pays de Guyana, c’est-à-dire plus de 215.000 km2.  Il compte 64.000 catholiques, ce qui est l’ensemble des catholiques du pays (7,7% de la population globale).  Le diocèse est divisé en 24 paroisses.  Le siège épiscopal se trouve à Georgetown, où fut construite en 1914 sa cathédrale de l'Immaculée Conception de la Vierge Marie.

## Histoire
Le vicariat apostolique de Guyane britannique ou de Démérara (ancienne colonie néerlandaise) fut érigé le 12 avril 1837 par le pape Grégoire XVI (le bref : Ex pastoralis ministerii), par séparation du vicariat apostolique de Trinidad, aujourd'hui archidiocèse de Port of Spain, dont il est toujours suffragant. 
Après l’unification politique de différentes colonies néerlandaises en une unique ‘Guyane britannique’ (1831) la mission fut confiée aux jésuites anglais en 1857. Le vicaire apostolique James Etheridge (1808-1877) en fut le troisième évêque, inaugurant la lignée d’une série d’évêques jésuites britanniques. 
La cathédrale de l’Immaculée Conception fut construite dans le quartier de Bricdkam en 1914, remplaçant un édifice du XIXe siècle détruit dans un incendie. . 
Le 20 février 1956, une partie du territoire diocésain, correspondant à l’ile de la Barbade (aujourd’hui pays insulaire indépendant), en fut séparé pour y créer le diocèse de Saint-Georges en Grenade. Le 29 février 1956, en vertu de la bulle Quoniam gravissimum du pape Pie XII, le vicariat apostolique est élevé au rang de diocèse et prend son nom actuel.  
Dans les années qui suivirent l’indépendance du Guyana (en mai 1966) le journal du diocèse, le Catholic Standard - d’abord mensuel puis hebdomadaire – joua un rôle de premier plan dans la lutte pour sauvegarder la démocratie.  En 1972 Benedict Singh en fut élu le premier évêque guyanais.   

## Liste des ordinaires de Georgetown

### Vicaires apostoliques (évêques)
- 1837-1843: William Clancy
- 1846-1858: John Thomas Hynes, dominicain
- 1858-1877: James Etheridge, jésuite
- 1878-1901: Anthony Butler, jésuite
- 1902-1931: Compton Theodore Galton, jésuite
- 1932-1954: George Weld, jésuite

### Évêques
- 1956-1972: Richard Lester Guilly, jésuite
- 1972-2003: Benedict Singh
- 2003-    : Francis Dean Alleyne, bénédictin

## Personnalité
- John Derek Persaud, évêque de Mandeville (Jamaïque), est originaire de ce diocèse.

## Source
- Annuario pontificio 2021, Citta del Vaticano, Libreria editrice vaticana, 2021,p.253.